# Camilo Monroy
Camilo Monroy (Itagüí, Antioquia, Colombia; 25 de septiembre de 1998) es un futbolista colombiano, Juega como volante Ofensivo y actualmente juega en Leones de la Categoría Primera B colombiana.

## Trayectoria

### América de Cali
Para el 2016 es ascendido al primer equipo del América de Cali de la Categoría Primera B de Colombia. El 10 de febrero debuta como titular por la Copa Colombia 2016 en la victoria 2 a 0 en el Estadio Pascual Guerrero frente a Orsomarso SC. El 5 de mayo vuelve a jugar frente al mismo equipo esta en el empate a un gol como visitantes.

### Rio Grande Valley FC
El 8 de abril debuta en la titular en la victoria como visitantes con Oklahoma City Energy FC. El 12 abril marca su primer gol como profesional en la victoria 3 a 1 sobre los Colorado Springs.

## Clubes
| Club            | País           | Año             |
| --------------- | -------------- | --------------- |
| América de Cali | Colombia       | 2016 - 2017     |
| Houston Dynamo  | Estados Unidos | 2017            |
| RGV FC Toros    | Estados Unidos | 2017 - 2019     |
| Leones          | Colombia       | 2022 - Presente |

## Estadísticas
| Club                                | Temporada           | Liga  | Liga  | Copa Nacional | Copa Nacional | Copa Internacional | Copa Internacional | Total | Total |
| Club                                | Temporada           | Part. | Goles | Part.         | Goles         | Part.              | Goles              | Part. | Goles |
| ----------------------------------- | ------------------- | ----- | ----- | ------------- | ------------- | ------------------ | ------------------ | ----- | ----- |
| América de Cali · Colombia          | 2016                | 0     | 0     | 2             | 0             | -                  | -                  | 2     | 0     |
| América de Cali · Colombia          | Total               | 0     | 0     | 2             | 0             | 0                  | 0                  | 2     | 0     |
| Rio Grande Valley FC Estados Unidos | 2017                | 2     | 1     | 0             | 0             | -                  | -                  | 2     | 1     |
| Rio Grande Valley FC Estados Unidos | Total               | 2     | 1     | 0             | 0             | 0                  | 0                  | 2     | 1     |
| Total en su carrera                 | Total en su carrera | 2     | 1     | 2             | 0             | 0                  | 0                  | 4     | 1     |

## Palmarés

### Campeonato Nacionales
| Título    | Club            | País     | Año  |
| --------- | --------------- | -------- | ---- |
| Primera B | América de Cali | Colombia | 2016 |